# NGC 5671
NGC 5671 is een balkspiraalstelsel in het sterrenbeeld Kleine Beer. Het hemelobject werd op 6 mei 1791 ontdekt door de Duits-Britse astronoom William Herschel.

## Synoniemen
- UGC 9297
- MCG 12-14-6
- ZWG 337.14
- IRAS 14268+6955
- PGC 51641